# Маєток Якима Сулими

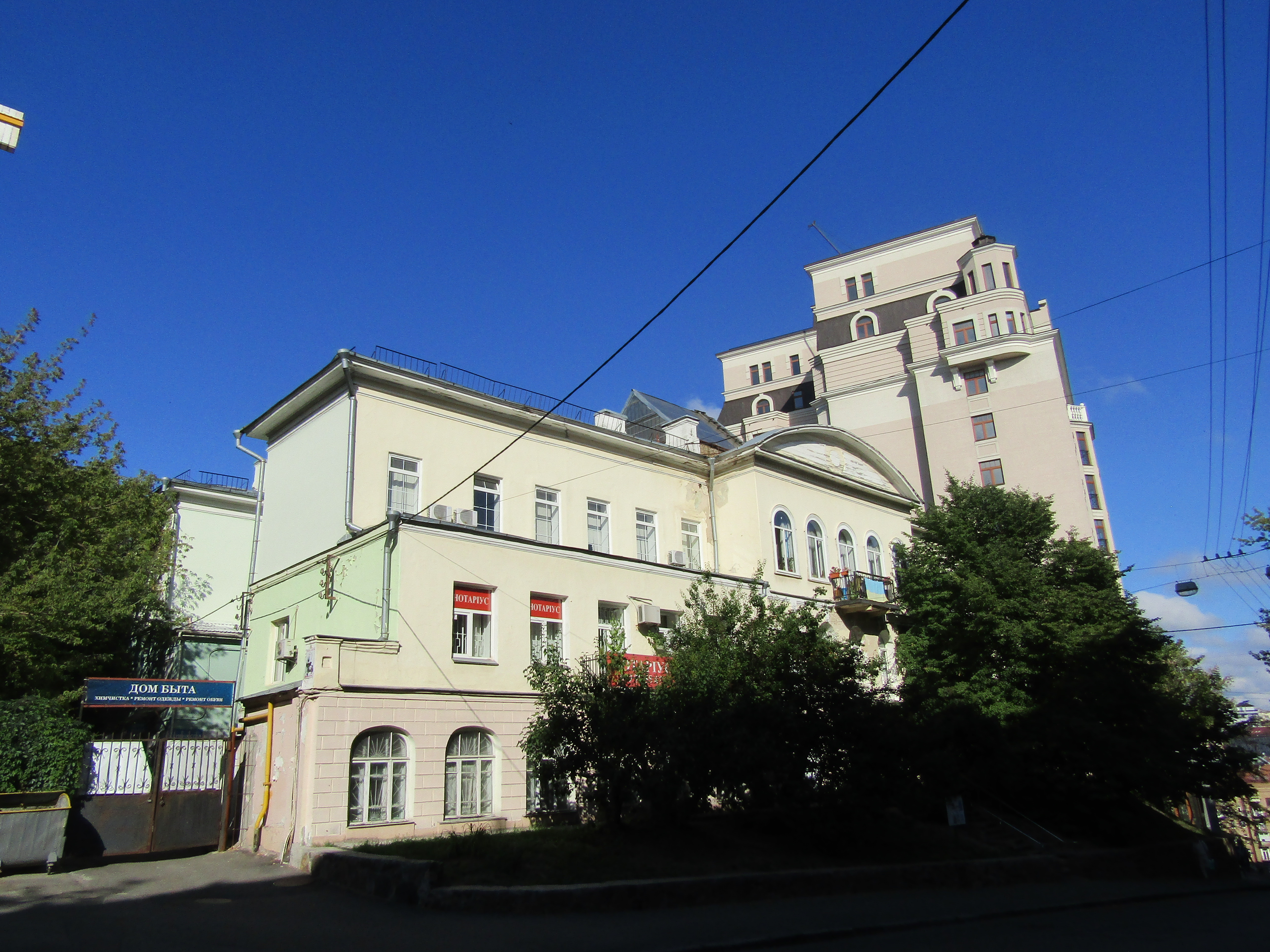
Маєток Якима Сулими

Маєток Якима Сулими, Садиба «Сулимівка»— пам'ятка історії та архітектури Києва, що розташована за адресою: вулиця Лютеранська, 16. 

## Історія
Маєток почали споруджувати в тридцятих роках 
19 століття. Автором проєкту був архітектор Людвік Станзані. Замовник будівництва – Яким Якимович Сулима, син генерального судді й далекий родич гетьмана Івана Сулими. Яким Сулима сам захоплювався архітектурою і навіть навчався мистецтва проєктування, тому також долучився до розробки проєкту, вніс свої побажання та ідеї, як має виглядати маєток.
Початковий фасад будинку Сулими прикрашав шестиколонний портик на рівні верхнього поверху, напівовальний купол, а також трикутний фронтон.
Симетричні сходові марші вели на тераси, а всередині будинку зачаровували красою арки. З боку вулиці будівля була триповерховою, а з двору мала два поверхи. Всього в палаці було 37 кімнат, ще 10 розміщувалися у флігелях. Маєток із двору спускався терасами по схилах Винтової гори до Бессарабської площі.
За планом Сулими там мали бути фруктовий сад та виноградник.
Однак дожити до закінчення будівництва Якиму Сулимі не судилося. У1840 році він трагічно загинув. За однією з версій, причиною гибелі Якима Якимовича стало вбивство, однак існувала інша версія – нещасний випадок. Будинок перейшов у власність його вдови. Жінка незабаром після смерті чоловіка вдруге вийшла заміж, її обранцем став генерал Микола Ловцов.
Саме від весілля вдови та генерала мешканців і гостей добудованої садиби почав лякати... привид Якима Сулими. Люди почали говорити, що так він нібито розлютився через "зраду" дружини, і обходили страшне місце стороною. Ходили чутки, що з-за стін маєтку долинали то стогони, то гучний сміх, а у вікнах можна було побачити білу фігуру. 
Майже через рік життя в "садибі з привидом" генерал Ловцов теж помер. А коли у вічність відійшла дружина Уляна, будівля на Лютеранській відійшла племінниці Марії Кандибі, а в 1859 році була перепрофільована під притулок для малозабезпечених містян.
У 1866 році в лівому крилі будинку спорудили церкву Олександра Невського. Казали, що після спорудження церкви привид Сулими зник, а замість нього почали проявлятися інші невидимі сили.
На жителів "Сулимівки" раптово падало каміння й дрібні предмети. А у 1896 році там сталася масштабна пожежа. Вогонь повністю знищив дерев’яну частину будинку, а від кам’яної залишив руїни. Тоді дивом ніхто не постраждав. Містяни переконували, що в полум’ї бачили білу постать Якима Якимовича. Згодом будівлю відреставрували, і до 1919 року там продовжував працювати притулок для бідних.
В 1928 році в будівлі облаштували комунальні квартири. 
Сьогодні садиба "Сулимівка" збереглася, хоча її початковий вигляд був змінений через реконструкції після пожеж. Замість пишного палацу, яким він був задуманий, зараз це триповерхова будівля, яка переважно здається під офіси. На фасаді можна побачити табличку, що будинок є історичною пам'яткою та охороняється законом.

## Галерея

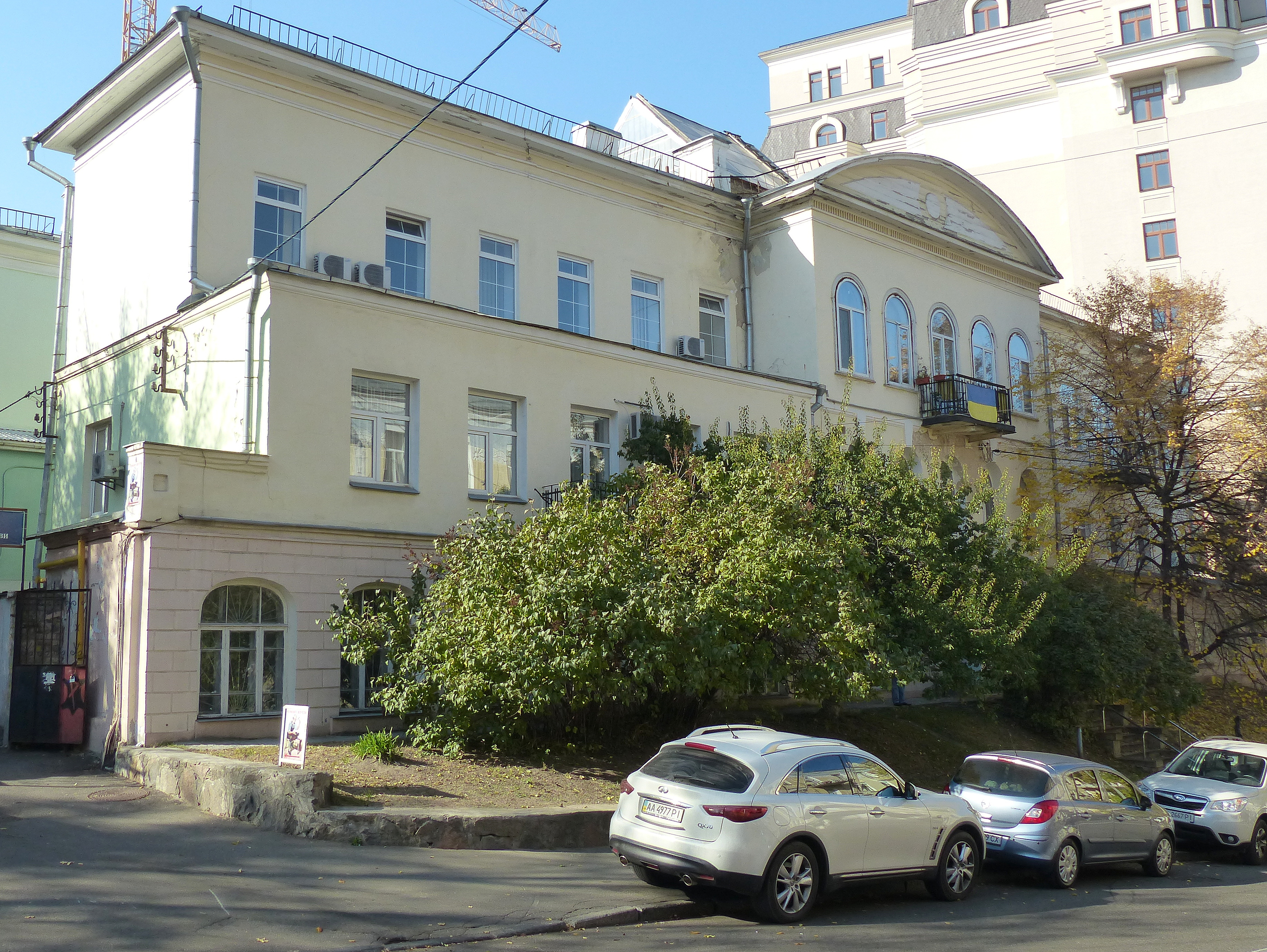
Маєток Якима Сулими